# Réserve intégrale Mark O. Hatfield
La réserve intégrale Mark O. Hatfield (anglais : Mark O. Hatfield Wilderness)  est une zone restée à l'état sauvage et protégée dans la Chaîne des Cascades, dans l'Oregon (États-Unis).
Elle s'étend sur 470,6 km2.